# Pietro IV Celestri
Don Pietro IV Celestri (Licata, 11 dicembre 1581 – Palermo, 10 agosto 1616) è stato un nobile italiano, 2º Marchese della Terra di Santa Croce e 264º Pretore di Palermo.

## Biografia
Pietro IV Celestri nacque a Licata l'11 dicembre 1581 da Giovanni Battista II Celestri e da Donna Lucrezia Migliaccio, baronessa di Montemaggiore.
Il 26 luglio 1596, non ancora quindicenne, fu fatto sposare con la ventenne Francesca Cifuentes de Heredia, figlia di Luca Cifuentis de Heredia e di Polissena Imbarbara.
Essendo il figlio primogenito, Pietro fu quello maggiormente coinvolto nell'opera del padre di fondare e popolare la Terra di Santa Croce (oggi Comune di Santa Croce Camerina) e si trovò durante le lunghe assenze del padre (chiamato a Madrid per ricoprire altre cariche) quasi da solo a dirigere questa grande opera, che fu realizzata a partire dal 1599.
Nel 1609 fu rinchiuso assieme ad altri nobili ed al Pretore di Palermo il Conte Baldassare III Naselli, nel castello reale di Castello a Mare di Palermo essendosi ribellato al viceré di Sicilia Juan Fernandez Pacheco, Conte di Vigliena che pretendeva un donativo suppletivo di 300.000 ducati.
Nel 1610 il padre lo nomina procuratore speciale di tutti i suoi beni da lui posseduti nel Regno di Sicilia con atto rogato presso il notaio Memmi di Palermo.
Dal 5 giugno 1611 fino al 3 giugno 1612 ricopre la carica di Pretore di Palermo, il 264º della serie.
Nel 1613, ottenne da Re Filippo III di Spagna l'ambito titolo cavalleresco dell'Ordine di San Giacomo della Spada.
Dopo la morte del padre avvenuta a Madrid l'11 aprile 1615, don Pietro IV Celestri venne investito  come 2º Marchese della Terra di Santa Croce, il 23 marzo 1616. 
Durante il suo Marchesato venne edificata la Chiesa ed il convento del Carmine a Santa Croce Camerina.
Morì a Palermo l'10 agosto 1616.

## Elenco delle cariche
- Deputato del Regno di Sicilia, dal 1606 al 1608 e dal 1612 al 1614
- Pretore di Palermo, dal 5 giugno 1611 al 3 giugno 1612
- Marchese della Terra di Santa Croce, dal 23 marzo 1616 all'11 agosto 1616
- Cavaliere di San Giacomo della Spada (1613)
- Magno Camerario del Regno di Sicilia
- Membro del Consiglio di Guerra di Sua Maestà Cattolica (di Spagna)
- Principe dei cavalieri d'armi di Palermo

## Famiglia
Don Pietro Celestri ebbe tre figli legittimi: don Giovanni Battista III Celestri (1609 - 23 agosto 1665), Luca Celestri (Scicli, 4 agosto 1616 - deceduto infante) e Donna Lucrezia Celestri (1612 - 2 maggio 1691).
Pietro Celestri veniva da una discendenza di baroni che da suo padre in poi avevano avuto il titolo di marchese.